# Oberaltmannsrieth
Oberaltmannsrieth ist ein Ortsteil des Marktes Eslarn im oberpfälzischen Landkreis Neustadt an der Waldnaab.

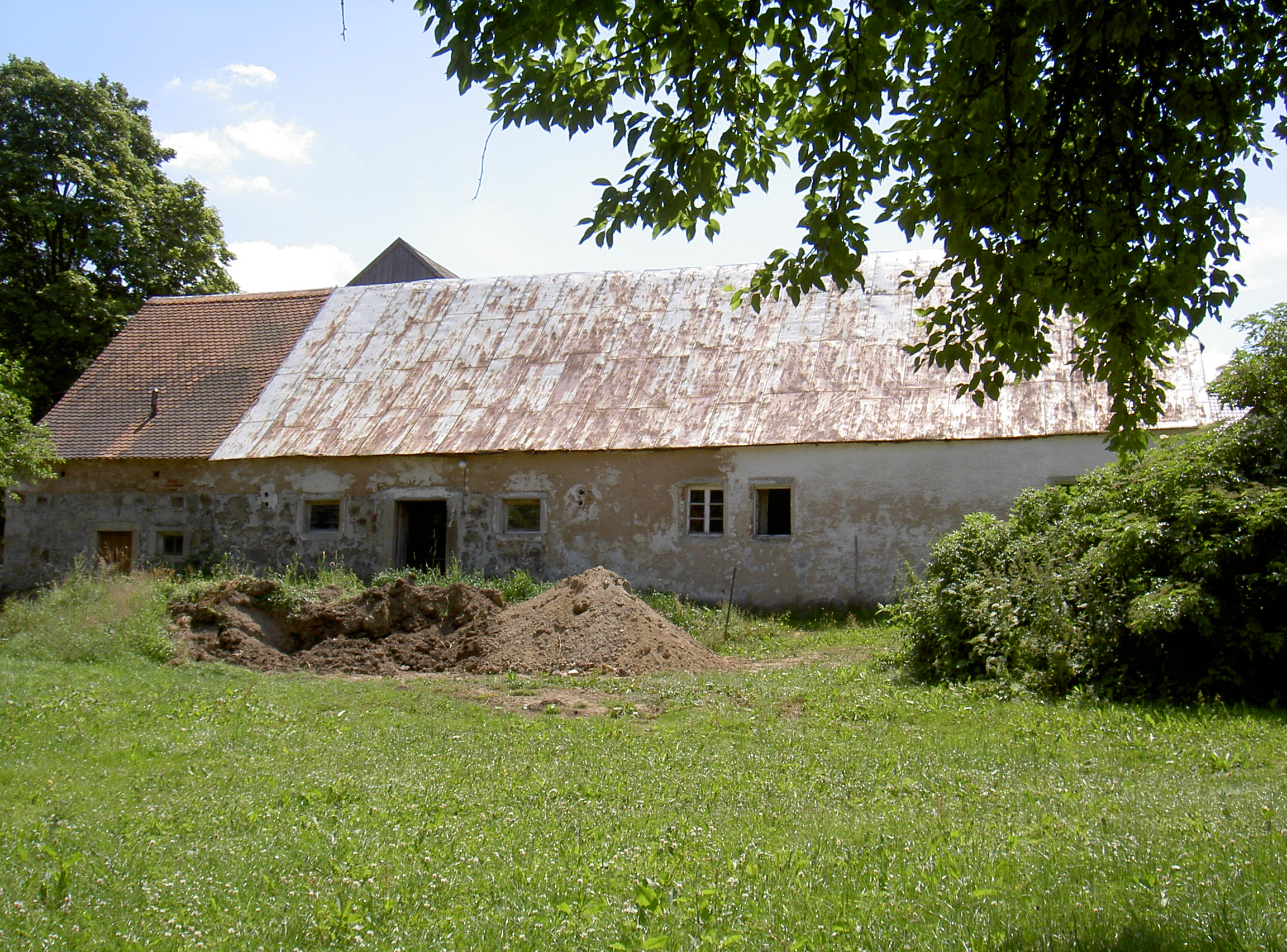
Oberaltmannsrieth altes Haus

## Geographische Lage
Oberaltmannsrieth liegt rund 5 km südwestlich von Eslarn auf einer Rodungsfläche am Fuß des 750 m hohen Stangenberges. Die Nachbarorte sind im Nordosten Putzhof und im Süden Oberlangau.

## Geschichte
Oberaltmannsrieth gehört zu den ältesten Siedlungsstätten, die Anfang des 11. Jahrhunderts bei 
der Rodung und Besiedlung des Gemeindegebietes des heutigen Eslarns entstanden.
Diese ältesten Siedlungsstätten sind die heutigen Ortsteile
Büchelberg, Putzhof, Oberaltmannsrieth, Putzenrieth, Paßenrieth, Gmeinsrieth (ursprünglich: Mansenrieth) und
Öd (ursprünglich: Behaimrieth, das ist Böhmer- oder Böhmischrieth).
Die Endung -rieth deutet auf Rodung hin.
Der Ortsname bezeichnet das greise Familienhaupt einer Sippe.
1585 lag Oberaltmannsrieth öde und wurde von Stephan von Paulsdorf an Hieronymus Stöckl zum Lehen gegeben.
1591 wurde das immer noch öde liegende Oberaltmannsrieth an Pfalzgraf Johann Kasimir, den Vormund des noch minderjährigen Kurfürsten Friedrich IV. von der Pfalz verkauft.
1628 hatte Oberaltmannsrieth 3 Höfe und zahlte 5 Gulden 23 Kreuzer Jahressteuer.
Zum Stichtag 23. März 1913 (Osterfest) wurde Oberaltmannsrieth als Teil der Pfarrei Eslarn mit 4 Häusern und 26 Einwohnern aufgeführt.
Am 31. Dezember 1990 hatte Oberaltmannsrieth 14 Einwohner und gehörte zur Pfarrei Eslarn.